# Температура на застиване
Температура на застиване е технически термин, използван от производителите на масла и двигатели с вътрешно горене, определящ годността на маслото за работа в екстремно ниски температури.
Колкото е по-ниска температурата на застиване, толкова маслото е по-качествено, което улеснява стартирането на двигателя през зимата и се губи по-малко енергия в триене. Температурата на застиване при минералните масла е от -20 °C до -28 °C, докато при синтетичните качествени масла достига около -54 °C.